# St. Nikolaus (Unkofen)

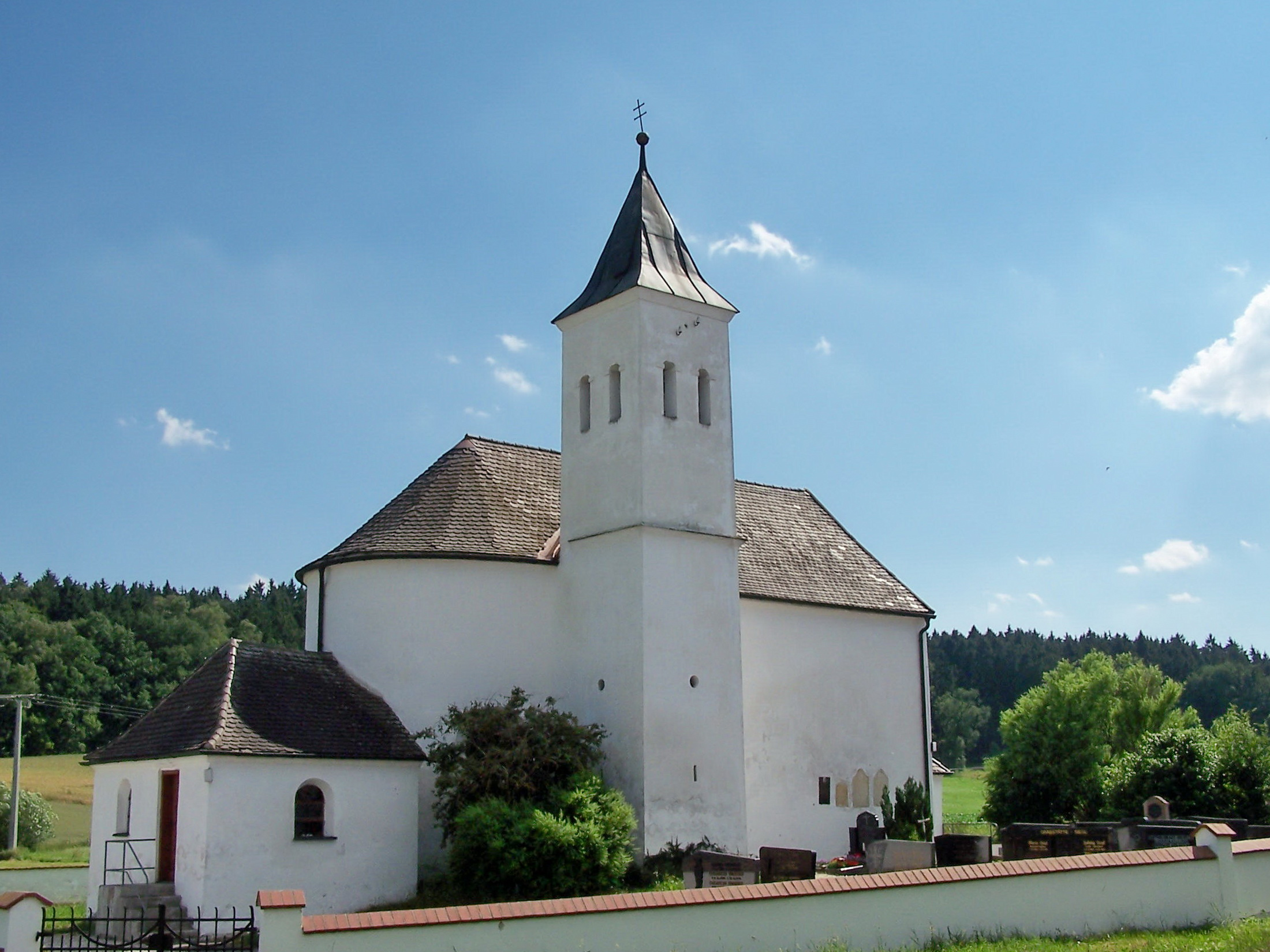
Außenansicht der Filialkirche St. Nikolaus von Nordosten

Die römisch-katholische Filialkirche St. Nikolaus in Unkofen, einem Ortsteil der Gemeinde Hohenthann im niederbayerischen Landkreis Landshut, ist eine kleine Saalkirche aus der ersten Hälfte des 18. Jahrhunderts, die im Stile des ländlichen Barock eingerichtet ist. Wie bereits Mauerstärke und Form des Grundrisses vermuten lassen, gehen die Umfassungsmauern von Langhaus und Chor auf einen romanischen Vorgängerbau aus der ersten Hälfte des 13. Jahrhunderts zurück. Der Turm wurde dagegen erst später angebaut.
Im Jahr 1886 wurde die Kirche renoviert. Im Jahr 1983 wurde erneut eine Außenrenovierung durchgeführt. 2018 musste eine Notsicherung des Dachstuhls vorgenommen werden.
Das dem heiligen Nikolaus von Myra (Gedenktag: 6. Dezember) geweihte Gotteshaus ist eine Filialkirche der Pfarrei St. Laurentius in Hohenthann. Es ist als Baudenkmal mit der Nummer D-2-74-141-38 beim Bayerischen Landesamt für Denkmalpflege eingetragen.

## Beschreibung

### Architektur
Die einschiffige, nach Osten ausgerichtete Saalkirche ist im Außenbau ungegliedert. Sie umfasst eine auf die romanische Stilepoche zurückgehende, eingezogene Apsis in Form eines gestelzten Rundbogens. Dieses verfügt auf der Nord- und Südseite über ein kleines Rundfenster. Am Chorscheitel ist die Sakristei angebaut. Der Turm ist als sogenannter Chorflankenturm ausgeführt und befindet sich nördlich im Winkel zwischen Chor und Langhaus. Auch der quadratische Turm ist äußerlich bis auf ein umlaufendes Gesims etwa auf halber Höhe ungegliedert. Er verfügt auf allen vier Seiten über zwei schlichte, rundbogige Schallöffnungen. Den oberen Abschluss bildet ein Pyramidenhelm mit Turmkugel und Patriarchenkreuz. Das Langhaus umfasst zwei Fensterachsen und bezieht sein Licht durch zwei unterschiedlich große Fensteröffnung auf der Südseite. Diese schließen nach oben hin im eingezogenen Rundbogen ab. Es ist mit dem Chor unter einem gemeinsamen Satteldach vereinigt. Auf der Westseite ist ein kleiner Vorbau angefügt, der das Kirchenportal enthält. Im Inneren zieht sich ein barockes, profiliertes Gesims in großer Höhe entlang der Umfassungsmauern des Chorraums. Während das Langhaus eine Flachdecke besitzt, wird die halbrunde Apsis von einer Halbkuppel überspannt. Im rückwärtigen Langhausjoch ist eine hölzerne Empore eingezogen.

### Ausstattung
Der Hochaltar aus der Zeit um 1780 ist ein Werk des späten Rokoko, das bereits klassizistische Ornamente aufweist. Der Altaraufbau wird von vier marmorierten Säulen getragen, die sich nach oben hin verjüngen und vergoldete Kapitelle besitzen. Das Altarblatt zeigt eine Darstellung des Kirchenpatrons Nikolaus. Auf dem Gebälk befinden sich mehrere vergoldeten Vasen; Voluten schwingen sich zum Altaraufsatz auf. Über den seitlichen Durchgängen befinden sich Holzfiguren Johannes’ des Täufers (links) und des Evangelisten Johannes (rechts). Die barocken Seitenaltäre aus der Zeit um 1730 wurden genauso wie die historischen Kreuzwegtafeln aus der Kirche entfernt. Statt der Seitenaltäre befinden sich heute zu beiden Seiten des Chorbogens beinahe lebensgroße Holzfiguren auf Konsolen. Bei den neuen Kreuzwegbildern handelt es sich um Schnitzwerke. Die Glocken wurden 1803 von einer Landshuter Gießerei hergestellt; sie müssen noch heute vom Mesner per Hand geläutet werden.

### Orgel
Die Orgel wurde um 1880 von Ludwig Edenhofer aus Regen in einem Neorenaissance-Prospekt erbaut. Das rein mechanische Schleifladeninstrument umfasst sieben Register auf einem Manual und Pedal. Die Disposition lautet wie folgt:
| I Manual C–f3 |            |    |
| 1.            | Principal  | 8′ |
| 2.            | Salicional | 8′ |
| 3.            | Gedackt    | 8′ |
| 4.            | Octav      | 4′ |
| 5.            | Quint      | 3′ |
| 6.            | Mixtur     | 2′ |

| Pedal C–a |        |     |
| 7.        | Subbaß | 16′ |

- Koppeln: I/P